# 万里村ゆき子
万里村 ゆき子（まりむら ゆきこ）は、日本のソングライター。

## 主な楽曲
- 金井克子「恋人たちはいつも」（作詞・作曲）
- ザ・ヴァン・ドッグス「別れのバラ」（作詞・作曲）
- ザ・カーナビーツ「恋をしようよジェニー」（作詞）
- ザ・ワイルドワンズ「昨日に逢いたい」（作詞）
- 沢知美「ひと夏の恋だった」（作詞・作曲）
- 鹿内孝「情熱」（作詞）
- 酒井和歌子&江夏圭介「大都会の恋人たち」（作詞）
- ジャッキー吉川とブルーコメッツ
  - 「何処へ」（作詞・作曲）
  - 「マリアの泉」（作詞）
  - 「すみれ色の涙」（作詞） ※後に岩崎宏美がカバー
- ジュディ・オング「ふたりの季節」（補作詞・作曲）
- 高田恭子「あじさいいろの日々」（作詞・作曲）
- 永井秀和「天使のエレーヌ」（作詞・作曲）
- 舟木一夫
  - 「くちなしのバラード」（作詞・作曲、1968）
  - 「追憶のブルース」(作詞、1969)
  - 「素敵なあなた」(作詞、1969)
  - 「日曜日には赤い薔薇」(作詞、1971)
  - 「三本のローソク」(作詞、1971)
- まがじん「愛の伝説」（作詞）
- 前野曜子・リッキー&960ポンド「告白・アイ・ラブ・ユー」（作詞）
- 松原智恵子
  - 「淋しいあの人」（作詞・作曲）
  - 「ブルー・レディー」（作詞）
- 森山良子「さよならの夏」（作詞） ※後に手嶌葵がカバー

| スタブアイコン | サブスタブ | この項目は、まだ閲覧者の調べものの参照としては役立たない、音楽関係者（バンド等）に関連した書きかけの項目です。この項目を加筆・訂正などしてくださる協力者を求めています（P:音楽/PJ:芸能人）。 |